# Apodostigma
Apodostigma is een geslacht uit de kardinaalsmutsfamilie (Celastraceae). Het geslacht telt slechts een soort die voorkomt in tropisch Afrika en op Madagaskar.

## Soorten
- Apodostigma pallens (Planch. ex Oliv.) R.Wilczek

... · 
Apodostigma · 
Bhesa · 
Celastrus · 
Cassine · 
Catha · 
Euonymus (Kardinaalsmuts) · 
Parnassia · 
Salacia · 
Stackhousia · 
...